# هارپرز بازار
هارپرز بازار (انگلیسی: Harper's Bazaar) ماهنامه‌ی آمریکایی مُد زنان است که از سال ۱۸۶۷ تاکنون توسط هرست کورپوریشن منتشر می‌شود و مخاطبانش اقشار متوسط‌به‌بالا و طبقات فرادست هستند.